# Сергєєв Юрій Валентинович
Сергєєв Юрій Валентинович (рос. Сергеев Юрий Валентинович; 16 липня 1925, Москва, РСФСР — 29 липня 2024) — радянський ковзаняр, перший радянський рекордсмен світу з ковзанярського спорту.

## Спортивна кар'єра
Юрій Сергєєв був одним з кращих спринтерів світу на початку 1950-х років. 6 січня 1952 року на стадіоні «Медео» він першим з радянських ковзанярів встановив новий світовий рекорд на дистанції 500 м — 41,7 с, а 19 січня там же покращив рекорд до 41,2 с. Але через те, що СРСР ще не брав участі у зимових Олімпійських іграх Сергєєв не мав змоги поборотися за медалі на Олімпійських іграх 1952, на яких, до речі, на дистанції 500 м олімпійським чемпіоном став американець Кеннет Генрі з результатом 43,2 с.
Через те, що Сергєєв спеціалізувався на спринтерській дистанції і показував посередні результати на усіх інших дистанціях, на чемпіонаті світу 1953 в класичному багатоборстві в Гельсінкі, на якому дебютували радянські ковзанярі, він був запасним у команді СРСР, у змаганнях участі не брав, але виступив показово на другий день змагань і здійснив переворот в спринтерському бігу. До того виступу Сергєєва усі європейські ковзанярі бігали дистанцію 500 м у стаєрському стилі, закидаючи одну руку за спину і показуючи результати близько 44 с. Вражаючий біг Юрія Сергєєва назавжди перевів ковзанярів-спринтерів Європи на роботу під час бігу двома руками (як бігали раніше лише американці).
1953 року Юрій Сергєєв покращив світовий рекорд на дистанції 500 м до 40,9 с, а 1955 року — до 40,8 с. Але на Олімпійських іграх 1956, стартуючи у другій парі, Юрій Сергєєв показав лише 41,1 с, що принесло йому четверте місце після нового світового рекордсмена Євгена Грішина, Рафаеля Грача та Алва Г'єстванга.

### Світові рекорди
| забіг | дата          | час  | місце |
| ----- | ------------- | ---- | ----- |
| 500 м | 6 січня 1952  | 41,7 | Медео |
| 500 м | 19 січня 1952 | 41,2 | Медео |
| 500 м | 25 січня 1953 | 40,9 | Медео |
| 500 м | 19 січня 1955 | 40,8 | Медео |